# Hawker Seahawk
De Hawker Seahawk was een eenpersoons ondersteuningsjager ontworpen voor operaties vanaf vliegdekschepen. Het toestel werd gebouwd door de Britse firma’s Hawker Aircraft en Armstrong Withworth Aircraft. De Seahawk was operationeel tijdens de jaren 50.

## Historie
De eerste Seahawks werden in de Hawkerfabriek in Kinston geproduceerd. Tijdens de Koreaanse oorlog ontstond er een vraag naar vliegdekschepen en vliegtuigen en gaf de Britse premier Winston Churchill de productie in 1951 de status van 'superprioriteit'. 
Om aan de vraag te kunnen voldoen werd de productie overgebracht naar een nieuwe assemblagelijn in Coventry gerund door Armstrong Whitworth Aircraft, onderdeel van de Hawker-groep.
- De eerste F1-productieversie vloog in 1951 en in 1953 werd het toestel operationeel.
- De tweede jagervariant was de iets verbeterde en sterkere F2.
- De derde variant werd de FB3-jager-bommenwerper; deze was aanzienlijk versterkt omdat het toestel de nodige bewapening mee moest kunnen nemen.
- De vierde versie werd de FGA4, een jager voor het aanvallen van gronddoelen; deze had een nog grotere wapencapaciteit.
- De vijfde jager-bommenwerperversie FB5 was een FGA4 met een nieuwe Rolls Royce Nene 103-motor.
- De laatste variant, de FGA6, was een verbeterde FGA4.

De Royal Navy heeft alle varianten in dienst gehad tot 1958; daarna werd de Seahawk uitgefaseerd en vervangen door de Supermarine Scimitar en de Havilland Sea Vixen.
De Koninklijke Marine heeft tot en met 1964 Seahawks van het type FGA50 in gebruik gehad. In juli 1957 vloog luitenant ter zee vlieger eerste klasse R.J. Idzerda het eerste toestel van Engeland naar Vliegkamp Valkenburg in Nederland. De overdrachtsceremonie van de Royal Navy aan Nederland vond plaats in aanwezigheid van vlagofficier Materieel schout-bij-nacht W.J. Kruys, commandant der Zeemacht schout-bij-nacht G.B. Fortuyn en vlagofficier Marine Luchtvaardienst schout-bij-nacht vlieger J.M. van Olm.
Er zijn 22 toestellen gekocht door Nederland. De vliegtuigen waren ingedeeld bij de squadrons 3 en 860, onder de nummers 6-50 tot 6-71 later omgenummerd naar 111 tot 131. Beide squadrons rouleerden tussen het vliegkamp Valkenburg en het vliegdekschip Karel Doorman. Het was de enige straaljager die de Koninklijke Marine in bezit heeft gehad.
De Nederlandse Seahawks waren uitgerust met o.a. Sidewinder-raketten.
De Seahawks werden in 1964 uit dienst genomen en opgeslagen. Op twee exemplaren na zijn ze allemaal verschroot. Het Nationaal Militair Museum en Aviodrome bezitten beide een exemplaar.

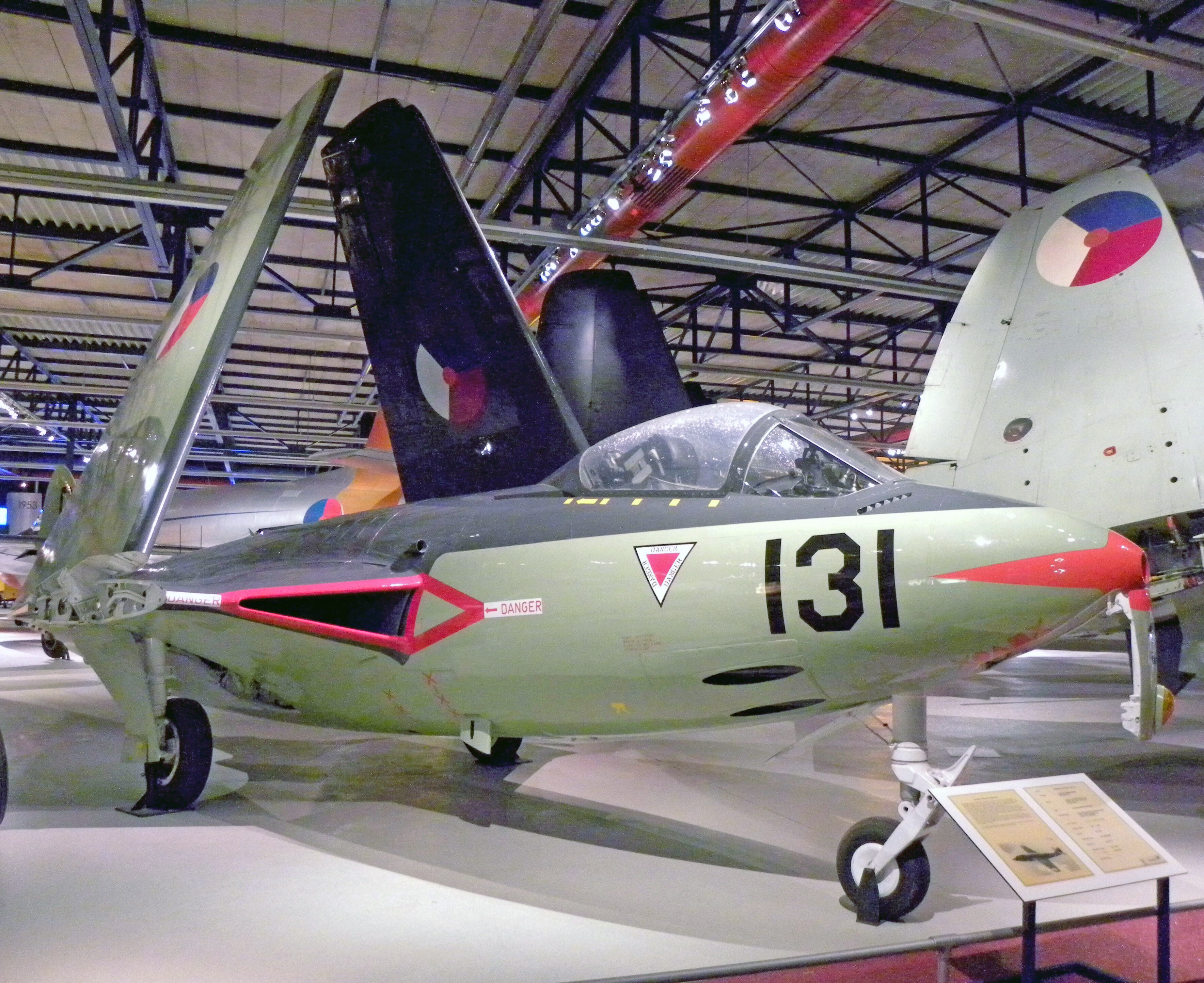
Een Nederlandse FGA50

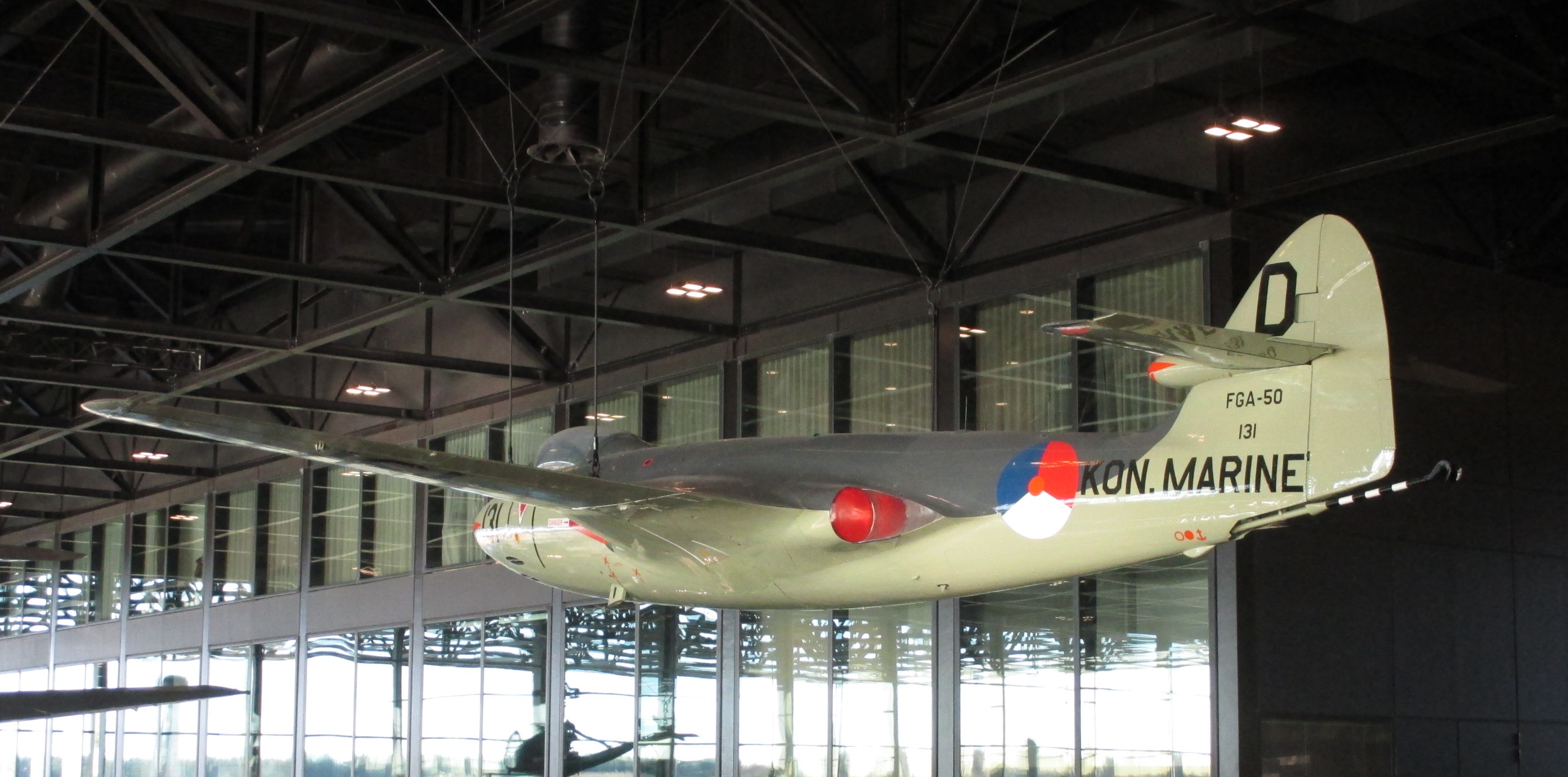
Hawker Seahawk FGA 50 van de Kon. Marine. Nationaal Militair Museum, Soesterberg

De Duitse Bundesmarine heeft de Seahawk als verkenningstoestel tot 1960 in dienst gehad; daarna werden ze vervangen door de F-104 Starfighter. Ook deze toestellen zijn bijna allemaal gesloopt.

## Inzet
De Hawker Seahawk is succesvol ingezet gedurende de Suezcrisis in 1956. Er werden zes Britse squadrons ingezet voor grondsteun aan de Franse en Britse troepen. De Indiase marine heeft het toestel succesvol tegen gronddoelen ingezet gedurende de Indiaas-Pakistaanse Oorlog van 1971.